# Tumba da Garça
Tumba da Garça (em italiano:  Tomba dell’airone) é um sepulcro familiar do século II localizado na Via Giuseppe Ravizza, 12, no quartiere Gianicolense de Roma. Seu nome é uma referência a afrescos de uma garça, um pavão, uma pomba, um pato e três seres fantásticos parecidos com cavalos-marinhos.

## História
Os quatro pássaros representam o voo de uma alma em direção à vida após a morte enquanto os três animais fantásticos com corpo de serpente e rosto de cavalo, conhecidos como draghos na Itália, tem a função apotropaica de proteger o túmulo dos espíritos de Hades. Entre as pinturas, a mais sugestiva é da garça, representada no ato de levantar voo transportando uma fita. Esta desenha no ar a letra "M", interpretada como sendo a inicial da família proprietária do sepulcro, que mede 6,40 x 4,20 metros de área. Estudiosos supõem tratar-se da gente Mânlia, a mesma que deu origem ao topônimo "Magliana". A hipótese é improvável, mas sugestiva, pois se for este o caso, seria o túmulo "zero" de toda a região e, por se tratar de uma família muito antiga e de boa reputação, apenas a letra "M" seria suficiente para evocar sua presença.
As paredes abrigam nichos para urnas cinerárias (dispostas num formato de columbário no entorno do arcossólio do pater familias; o pavimento contém fossos e grandes bancos para inumações. O sepulcro foi inteiramente escavado no tufo com abóbada de berço. Sobre o arcossólio está um segundo afresco, que representa um pavão em movimento, em terra, com as asas ainda fechadas e a cauda aberta. Ba parede esquerda está uma pomba já em voo que bebe em um vaso. Na outra parede está o afresco do pato. Estão presentes também três pequenos afrescos que reproduzem animais fantásticos (dois no arcossólio e um terceiro em um nicho lateral), chamados popularmente de draghos. Estes animais se parecem mais com cavalos-marinhos e os arqueólogos os chamam de "hipocampos". Eles são figuras comuns na região portuense e aparecem também na Necrópole vizinha da Vigna Pia.
Finalmente, estavam presentes também diversos elementos decorativos menores, incluindo um pequeno prato de ofertório (uma patera), graciosas rosas vermelhas, uma cesta com flores, um candelabro e uma máscara.

## Descrição
O sepulcro fica numa posição periférica na vasta área de uma necrópole (conhecida como "Portuense", uma referência à cidade Porto), provavelmente na ligação entre a parte interior (Monteverde) e Pozzo Pantaleo. Ela sobreviveu à destruição provocada pela especulação imobiliária na região por que ficava sob uma via pública, a moderna Via Giuseppe Ravizza. A ela se chega a partir da garagem do condomínio no número 12: depois de um corredor interno e de uma pequena porta de ferro, chega-se ao trecho sob a via onde está a câmara hipogeia.